# Entrevista de Montoire
La Entrevista de Montoire fue un encuentro realizado el 24 de octubre de 1940 entre el presidente del estado galo, mariscal francés Philippe Pétain y el dictador alemán Adolf Hitler durante la Segunda Guerra Mundial en la estación de tren de Montoire-sur-le-Loir, localidad francesa situada en el departamento de Loir-et-Cher. 
El encuentro había sido preparado por el ministro francés de Asuntos Exteriores y jefe de gobierno de la Francia de Vichy, Pierre Laval, y el embajador alemán en Vichy, Otto Abetz, en coordinación con Hitler y el ministro alemán de Asuntos Exteriores, Joachim von Ribbentrop, para sentar las bases de las relaciones futuras entre el Tercer Reich y la Francia de Vichy. El día anterior, 23 de octubre, Hitler había celebrado la Entrevista de Hendaya con el dictador español Francisco Franco, y se proyectó que, aprovechando la red ferroviaria entre Hendaya que pasaba por Montoire-sur-le-Loir, en esa localidad podrían reunirse Hitler y Pétain.

## Elección del lugar
La estación de tren de Montoire-sur-le-Loir fue elegida debido a su cercanía con la línea ferroviaria principal París-Burdeos-Hendaya, además de que a cuatro kilómetros de la estación se hallaba el túnel ferroviario Saint-Rimay, apto para guarecer el tren oficial de Hitler en caso de ataque aéreo. Luego de la entrevista, se reforzó el túnel con planchas de cemento para transformarlo en cuartel de campaña de Hitler, uno de los casi veinte recintos similares edificados en Alemania y en la Europa ocupada por los nazis, pero el túnel de Saint-Rimay jamás fue utilizado por Hitler.

## Entrevista y resultados

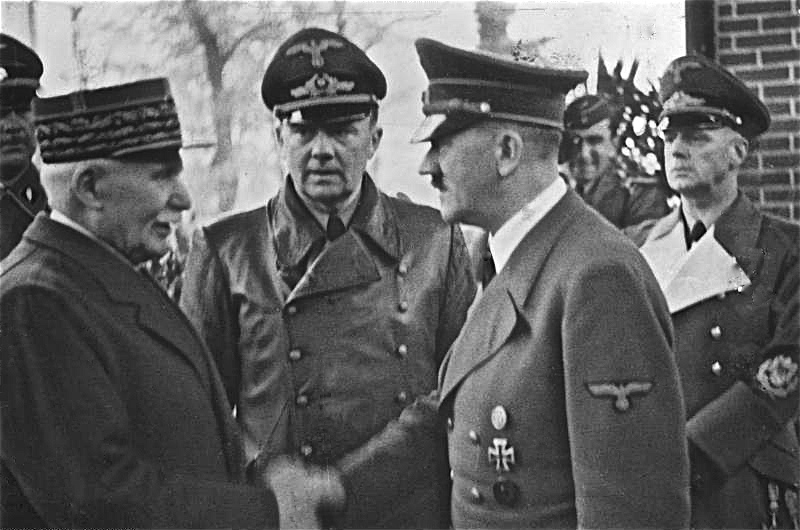
Apretón de manos entre Philippe Pétain y Adolf Hitler el 24 de octubre de 1940 en Montoire. Al centro el intérprete de Hitler, Schmidt, al extremo derecho von Ribbentrop.

Al llegar Hitler con la delegación alemana, fue recibido en el andén de la estación por el mariscal Pétain, saludándose ambos líderes con un apretón de manos. De inmediato pasaron ambos al vagón personal de Hitler, donde se realizó la entrevista, sin que se conservaran registros escritos de ella.
La entrevista se realizó con traductores oficiales, con el solo intercambio de palabras entre Pétain y Hitler. Aunque no se conservaron registros escritos de la conversación, los testimonios posteriores de Pétain mostraron que el mariscal francés había aceptado "dentro del honor... entrar en el camino de la colaboración" con la Alemania nazi. En tanto tras el armisticio franco-alemán de junio de 1940 ya se había instalado una "comisión conjunta" franco-alemana para discutir la solución de cuestiones políticas y económicas tras el fin de las hostilidades, Hitler insistió en que fuese dicha «comisión de armisticio» el canal por el cual se transmitan las solicitudes francesas al Gobierno alemán, evitando comunicaciones o peticiones mediante el embajador Abetz.
En tal sentido, Hitler no ofreció concesión concreta alguna a Pétain y el anciano mariscal francés tampoco logró impresionar al Führer con su fama de veterano de la Primera Guerra Mundial y vencedor de Verdún. Si bien Pétain había manifestado su agrado por un "encuentro entre soldados", ya en Montoire se abstuvo de palabras amistosas hacia el Tercer Reich y mostró que la intransigencia hitleriana impedía una normalización de las relaciones franco-germanas. 
Según el testimonio verbal del traductor alemán de Hitler, Paul-Otto Schmidt, Pétain ofreció el apoyo de la Francia de Vichy para acciones militares del Eje contra el Reino Unido, pero esta oferta no recibió entusiasmo alguno por parte de Hitler. El dictador alemán aceptaba en cambio los ofrecimientos franceses de aumentar el grado de colaboración en lo político y económico; en virtud de ello, la Francia de Vichy entregó a Alemania las reservas de oro de Bélgica que se hallaban custodiadas en el África Occidental Francesa.
A cambio de esta entrega, Hitler aceptó liberar algunos cientos de oficiales franceses prisioneros para que guarnecieran la colonia francesa africana del Chad contra incursiones británicas, aunque sin fijar fecha para ello. Pétain había llegado a Montoire con un conjunto de pedidos bastante concretos y que eran base de la propaganda de la Francia de Vichy hacia su población: la liberación de varias decenas de miles de prisioneros de guerra franceses (mayormente reclutas aún retenidos en Alemania para trabajos forzados), hacer más fluido el tránsito de personas y bienes por la "línea de demarcación" (la "frontera interna" impuesta por la Wehrmacht entre la Francia de Vichy y la Francia ocupada desde julio de 1940), así como permitir la reinstalación del Gobierno francés en Versalles si es que no en París. Todos estos pedidos fueron rápidamente rechazados por Hitler. Así, Pétain terminó la entrevista sin resultados prácticos que ofrecer a Francia, por lo cual el resultado final distó mucho de un triunfo diplomático francés aunque sirvió para acreditar la severidad que la Alemania nazi mostraría hacia los franceses.
La única concesión concreta de los alemanes fue devolver a Francia los restos del Duque de Reichstadt, el hijo de Napoléon Bonaparte muerto en Viena en 1832, para que fuesen trasladados a París, lo que se cumplió el 15 de diciembre de 1940.

## Consecuencias
Si bien el mariscal Pétain esperaba que una conversación "entre soldados" permitiera fijar definitivamente las condiciones de paz entre Francia y Alemania y aliviase la difícil situación francesa, Adolf Hitler solo quería asegurar que la Francia de Vichy mantuviera la colaboración política y económica con los nazis, apoyase sin reservas la explotación económica de Francia por Alemania y, sobre todo, protegiera militarmente el imperio colonial francés contra ataques del Reino Unido o de los «franceses libres» (ahorrando este trabajo a la Wehrmacht), pero sin que el Gobierno de Pétain lograse recompensa alguna por todos estos servicios. 
De igual modo, Hitler no mostraba interés en que la Francia de Vichy participase de nuevo en la guerra, ni siquiera en calidad de simple subordinada de Alemania, por cuando ello implicaba un rearme francés que no convenía al Reich y que podría causar fuertes recelos en la Italia fascista, considerada aún por Hitler como un aliado bastante más valioso que Francia.
Al final, Hitler rehusó conceder las solicitudes francesas y presionó exitosamente a que Pétain aceptase la colaboración con los nazis como única política a seguir por parte del Gobierno de Vichy. Si bien Pétain esperaba que su fama y prestigio internacional sirvieran para obtener mejoras en la situación política y económica francesa (y ello había ofrecido la propaganda de Vichy a los franceses), el poderío bélico alemán exacerbó la posición de Hitler de no conceder mejora alguna a la Francia vencida y asegurar su completa subordinación a Alemania con el menor costo posible para el Reich.
La ausencia de logros efectivos para Francia en Montoire dio a Pétain una justificación para marginar a Pierre Laval, partidario de la colaboración sin reservas con el nazismo, apuntando Pétain que tan extrema posición resultaba tan humillante como inservible. Por el contrario, Laval y sus partidarios resaltaron que la entrevista de Montoire era una gran manifestación de la potencia alemana que obligaría a los colaboracionistas franceses a ejecutar una política totalmente pronazi.